# Wojskowa Akademia Wojsk Obrony Przeciwlotniczej Sił Zbrojnych Federacji Rosyjskiej im. Marszałka Związku Radzieckiego A.M. Wasilewskiego
Wojskowa Akademia Wojsk Obrony Przeciwlotniczej Sił Zbrojnych Federacji Rosyjskiej im. Marszałka Związku Radzieckiego A.M. Wasilewskiego (ros. Военная академия войсковой противовоздушной обороны Вооруженных Сил Российской Федерации им. Маршала Советского Союза А.М. Василевского) – rosyjska wojskowa uczelnia typu akademickiego w Smoleńsku, utworzona na bazie Smoleńskiej Wyższej Szkoły Dowódczej Rakietowej Obrony Przeciwlotniczej.

## Historia
- 1 września 1970 została utworzona Smoleńska Wyższa Szkoła Dowódcza Artylerii Przeciwlotniczej[b], która 23 maja 1973 została przemianowana na Smoleńską Wyższą Szkołę Dowódczą Rakietowej Obrony Przeciwlotniczej; 23 lutego 1978 Prezydium Rady Najwyższej ZSRR przekazało Szkole sztandar.
- 10 maja 1979 rozkazem Ministra Obrony ZSRR szkołę przemianowano na Smoleńską Wyższą Szkołę Inżynieryjną Rakietowej Obrony Przeciwlotniczej[c], a kolejnym rozkazem Nr 497 z 24 października 1990 na Smoleńską Wyższą Szkołę Inżynieryjną Radioelektroniki Lądowych Wojsk Obrony Przeciwlotniczej[d].
- 31 marca 1992 z Rozporządzenia Nr 146 Prezydenta Federacji Rosyjskiej na bazie Szkoły zorganizowano Wojskową Akademię Lądowych Wojsk Obrony Przeciwlotniczej Federacji Rosyjskiej[e][1].